# Бойд, Гамильтон
Гамильтон Бойд — американский политический деятель, мэр Портленда в штате Орегон в 1868—1869 годы. Он, как считают, приехал в Портленд в 1860, работал окружным секретарем помощника, и позже работал бухгалтером в банке Ladd & Tilton. Он был избран в двухлетний срок полномочий с должности специального уполномоченного графства в 1868. На смерти мэра Томаса Дж. Холмса в 1868, муниципальный совет выбирал Бойда, чтобы заполнить вакансию. Гамильтон Бойд умер в Портленде в 1886 году. Он похоронен на кладбище Lone Fir Pine в Портленде.